# Борщёвский сыродельный завод
Борщёвский сыродельный завод — предприятие пищевой промышленности в городе Борщёв Тернопольской области Украины.

## История
Небольшой маслодельный завод действовал в Борщеве уже в начале 1950х годов.
Строительство предприятия проходило в соответствии с восьмым пятилетним планом развития народного хозяйства по программе производственной кооперации республик СССР. В 1970 году маслодельный завод был введён в эксплуатацию.
В дальнейшем, в связи с изменением ассортимента выпускаемой продукции завод был преобразован в сыродельный завод.
В целом, в советское время завод входил в число крупнейших предприятий города.
После провозглашения независимости Украины завод перешёл в ведение Государственного комитета пищевой промышленности Украины.
В мае 1995 года Кабинет министров Украины утвердил решение о приватизации завода. В дальнейшем, государственное предприятие было преобразовано в открытое акционерное общество.
В апреле 2001 года завод освоил производства сыра «Галицкий».
В марте 2011 года в ходе государственной экспертизы продукции предприятий молочной промышленности Украины было установлено, что выпускавшийся заводом твёрдый сыр «Російський» на 50 % состоял из растительных жиров (но при этом не имел наименования «сырный продукт»).
В марте 2015 года находившийся на балансе завода грузовик ГАЗ-66 был мобилизован в вооружённые силы Украины.

## Современное состояние
Завод производит твёрдые сыры, сливочное масло и кисломолочные продукты.